# تپه پیرغیبی
تپه پیر غیبی مربوط به عصر مس و سنگ است و در شهرستان سرپل ذهاب، بخش مرکزی، دهستان بشیوه پاتاق، ۱/۷ کیلومتری جنوب شرق روستای جلالوند علیا واقع شده و این اثر در تاریخ ۲۷ اسفند ۱۳۸۷ با شمارهٔ ثبت ۲۶۴۵۰ به‌عنوان یکی از آثار ملی ایران به ثبت رسیده است.